# Parker Lewis nigdy nie przegrywa
Parker Lewis nigdy nie przegrywa (ang. Parker Lewis Can't Lose) – amerykański sitcom, który emitowany był w Polsce z polskim dubbingiem na kanałach Canal+ (od 14 lutego 1996 do 2 lipca 1997) i TVP2 (od 11 marca 2000 do 28 lipca 2001).

## Opis fabuły
Serial opowiada o przygodach Parkera Lewisa, ucznia uczęszczającego do szkoły średniej.

## Obsada
- Corin Nemec – Parker Lewis
- Billy Jayne – Mikey Randall
- Troy Slaten – Jerry Steiner
- Melanie Chartoff – Grace Musso
- Maia Brewton – Shelly Ann Lewis
- Timothy Stack – Marty Lewis
- Anne Bloom – Judy Lewis (I seria)
- Mary Ellen Trainor – Judy Lewis (II-III seria)
- Abraham Benrubi – Francis Lawrence „Larry” Kubiac III
- Taj Johnson – Franklin „Frank” Lemmer
- Jennifer Guthrie – Annie Faith Sloan

## Wersja polska
Wersja polska: na zlecenie Canal+ – Master Film
Reżyseria: Miriam Aleksandrowicz
Dialogi:
- Joanna Klimkiewicz,
- Krystyna Kotecka (9 odcinków)

Wystąpili:
- Jacek Bończyk – Parker Lloyd Lewis
- Jan Aleksandrowicz – Jerry Steiner
- Lucyna Malec – Grace Musso
- Jacek Czyż – Norman Pankow
- Jarosław Boberek
- Janusz Wituch
- Tomasz Bednarek
- Maciej Czapski
- Norbert Jonak
- Dorota Lanton
- Jacek Kopczyński

i inni